# آدم كولين
آدم كولين (بالإنجليزية: Adam Collin)‏ (9 ديسمبر 1984 في المملكة المتحدة - ) هو لاعب كرة قدم بريطاني في مركز حراسة المرمى. لعب مع أولدهام أثلتيك ونادي أبردين ونادي دونكاستر روفرز ونادي روذرهام يونايتد ونيوكاسل يونايتد ونادي كارلايل يونايتد ونادي ووركينغتون.

## وصلات خارجية
- آدم كولين على موقع قاعدة بيانات كرة القدم.إي يو (الإنجليزية)
- آدم كولين على موقع Soccerbase.com (لاعب) (الإنجليزية)